# 15014 Аннаґеккер
15014 Аннаґеккер (1998 RO74, 1980 FQ6, 1993 BG5, 15014 Annagekker) — астероїд головного поясу, відкритий 14 вересня 1998 року.
Тіссеранів параметр щодо Юпітера — 3,641.